# Чернятка
Черня́тка — село в Україні, у Джулинській сільській громаді Гайсинського району Вінницької області.
До 2020 р. - центр Чернятської сільської ради Бершадського району.

## Церква
Церква Пресвятої Богородиці — в центрі села.
Фото

## Школа
Трьохповерхова Чернятська загально освітня школа 1-3 ступенів з футбольним полем(14002 м).

## Історія
У селі виявлено поселення трипільської та буго-дністровської культур. Трипільське та неолітичне поселення в околицях села, займає ділянку надзаплавної тераси лівого берега р. Південний Буг. Досліджувалось у 1960–1961 рр. Бузькою експедицією ІА АН УРСР під керівництвом В. М. Даниленка. Розкопано більш 300 м². Виявлено розташовані поруч залягання решток буго-дністровської культури та Трипілля А. Серед ранньотрипільських матеріалів: фрагменти кераміки, знаряддя з кременю, кістки тварин..
Під час другого голодомору у 1932–1933 роках, проведеного радянською владою, загинуло 54 особи.
12 червня 2020 року, відповідно розпорядження Кабінету Міністрів України № 707-р «Про визначення адміністративних центрів та затвердження територій територіальних громад Вінницької області», село увійшло до складу Джулинської сільської громади.
19 липня 2020 року, в результаті адміністративно-територіальної реформи і ліквідації Бершадського району, село увійшло до складу Гайсинського району.

## Відомі люди
- Петро Бондарчук  (нар. 1967) — український історик.
- Слободян Филимон Кирилович — 1-го куреня 1-ї бригади 4-ї Київської дивізії Армії УНР, Герой Другого Зимового походу
- Тарасенко Юрій Олександрович (16.04.1987 — 08.12.2015) — український військовик, учасник російсько-української війни[8]